# Communauté de communes du Pays de Saint-Flour
La communauté de communes du Pays de Saint-Flour est une ancienne communauté de communes française, située dans le département du Cantal en région Auvergne.

## Historique
La communauté de communes du Pays de Saint-Flour a été créée en 1994 par les 5 communes suivantes : Alleuze, Coren, Roffiac, Saint-Flour et Saint-Georges. Neuf autres communes les rejoignent en 2000 : Anglards-de-Saint-Flour, Lastic, Mentières, Montchamp, Paulhac, Sériers, Tanavelle, Tiviers et Vieillespesse. Puis Villedieu en 2006, Lavastrie en 2008, Cussac en 2010 et Les Ternes en 2013.
Elle fusionne le 1er janvier 2014 avec la communauté de communes Margeride-Truyère pour former la communauté de communes du Pays de Saint-Flour Margeride.

## Composition
Elle regroupait les 18 communes suivantes :
| Nom                     | Code Insee | Gentilé         | Superficie (km2) | Population (dernière pop. légale) | Densité (hab./km2) |
| ----------------------- | ---------- | --------------- | ---------------- | --------------------------------- | ------------------ |
| Saint-Flour (siège)     | 15187      | Sanflorains     | 27,14            | 6 643 (2014)                      | 245                |
| Alleuze                 | 15002      |                 | 22,85            | 211 (2014)                        | 9,2                |
| Anglards-de-Saint-Flour | 15005      | Anglardois      | 12,28            | 343 (2014)                        | 28                 |
| Coren                   | 15055      | Corentiens      | 16,86            | 411 (2014)                        | 24                 |
| Cussac                  | 15059      | Cussacois       | 13,68            | 132 (2014)                        | 9,6                |
| Lastic                  | 15097      | Lasticois       | 10,47            | 120 (2014)                        | 11                 |
| Lavastrie               | 15099      |                 | 24,14            | 263 (2014)                        | 11                 |
| Mentières               | 15125      |                 | 13,17            | 119 (2014)                        | 9                  |
| Montchamp               | 15130      |                 | 15,90            | 137 (2014)                        | 8,6                |
| Paulhac                 | 15148      | Paulhacois      | 46,92            | 409 (2014)                        | 8,7                |
| Roffiac                 | 15164      |                 | 21,26            | 609 (2014)                        | 29                 |
| Saint-Georges           | 15188      | Saint-Georgeois | 33,14            | 1 138 (2014)                      | 34                 |
| Sériers                 | 15227      |                 | 12,62            | 136 (2014)                        | 11                 |
| Tanavelle               | 15232      |                 | 13,58            | 246 (2014)                        | 18                 |
| Les Ternes              | 15235      |                 | 19,13            | 592 (2014)                        | 31                 |
| Tiviers                 | 15237      | Tiviernois      | 13,53            | 168 (2014)                        | 12                 |
| Vieillespesse           | 15259      |                 | 24,91            | 275 (2014)                        | 11                 |
| Villedieu               | 15262      | Villadéens      | 18,99            | 534 (2014)                        | 28                 |

## Compétences
- Assainissement non collectif
- Collecte des déchets des ménages et déchets assimilés
- Traitement des déchets des ménages et déchets assimilés
- Autres actions environnementales
- Création, aménagement, entretien et gestion de zone d'activités industrielle, commerciale, tertiaire, artisanale ou touristique
- Action de développement économique (Soutien des activités industrielles, commerciales ou de l'emploi, Soutien des activités agricoles et forestières...)
- Construction ou aménagement, entretien, gestion d'équipements ou d'établissements culturels, socioculturels, socio-éducatifs
- Activités culturelles ou socioculturelles
- Schéma de cohérence territoriale (SCOT)
- Schéma de secteur
- Création et réalisation de zone d'aménagement concertée (ZAC)
- Transport scolaire
- Prise en considération d'un programme d'aménagement d'ensemble et détermination des secteurs d'aménagement au sens du code de l'urbanisme
- Aménagement rural
- Création, aménagement, entretien de la voirie
- Tourisme
- Opération programmée d'amélioration de l'habitat (OPAH)
- NTIC (Internet, câble...)